# Zu Fossae
Le Zu Fossae sono una struttura geologica della superficie di Ganimede.